# تونی برنز
تونی برنز (انگلیسی: Tony Burns؛ زادهٔ ۲۷ مارس ۱۹۴۴) ورزشکار فوتبال اهل بریتانیا است.
از باشگاه‌هایی که در آن بازی کرده‌است می‌توان به باشگاه فوتبال آرسنال، باشگاه فوتبال تونبریج آنجلز، باشگاه فوتبال برایتون اند هوو آلبیون، باشگاه فوتبال چارلتون اتلتیک، باشگاه فوتبال پلیموث آرگیل، باشگاه فوتبال کریستال پالاس، باشگاه فوتبال برنتفورد، باشگاه فوتبال میلوال، و باشگاه فوتبال گیلینگام اشاره کرد. وی در مارس ۱۹۶۳ به آرسنال پیوست.